# Armilla pardalina
Armilla pardalina is een platworm (Platyhelminthes). De worm is tweeslachtig. De soort leeft in het zoete water van het Baikalmeer. 
Het geslacht Armilla, waarin de platworm wordt geplaatst, wordt tot de familie Dendrocoelidae gerekend. De wetenschappelijke naam van de soort werd, als Planaria pardalina, voor het eerst geldig gepubliceerd in 1872 door Grube. De soort komt in de literatuur ook voor onder de naam Sorocelis pardalina.